# Датска Естония
Херцогство Естония (на датски: Hertugdømmet Estlandна латински: Ducatus Estonie), е пряк доминион (на латински: Dominum directum) на Краля на Дания от 1219 до 1346. Датска Естония заема териториите на днешна Естония, когато е продадена на Тевтонския орден и става част от Oрденстат. Частично е върната под властта на Дания през 16-17 век като епископство Есел-Вик, а след Ливонската война става херцогство на шведската корона.

## Херцогство Естония
Дания се издига като военна и търговска сила през 12 век. Интересите ѝ са застрашени от естонските викинги , които заплашват Балтийската търговия. Датски флот атакува Естония през 1170 година, а също така и през 1194 и 1197. В 1206 г. крал Валдемар II и архиепископ Андреас Сунонис нападат и остров Сааремаа. Кралете на Дания предявяват претенции за Естония като тяхно владение, което е признато от римския папа. По време на Ливонския кръстоносен поход през 1218 г. папа Хонорий III дава на датския крал Валдемар II правото да завладее за себе си земи в Естония. През 1219 г. Валдемар обединява усилията си с Рюгенската флота на княз Визлав Рюгенски и дебаркира на северния бряг на Естония при Линданисе и побеждава естонците в битката при Линданисе (днес Талин), поставяйки Северна Естония под датско господство. Според легендата, националният флаг на Дания Данеброг пада от небето в критичен момент в завързалата се битка и помага на датчаните да спечелят срещу естонците. Датата на битката, 15 юни, все още се празнува като Valdemarsdag и национален „Ден на Знамето“ в съвременна Дания. Столица на Датска Естония става Ревал (Талин), основаван на мястото на Линданисе след 1219. Датчаните строят крепости като Каструм Данорум на хълма Тоомпеа. Ревал получава Любекски градски права през 1248 и влиза в Ханзата. Естонците и днес наричат столицата си „Талин“, който според градска легенда, идва от словосъчетанието Тани линна (датски град). Датско влияние се наблюдава и днес в хералдическите символи: гербът на град Талин съдържа датски кръст, а в герба на Естония са изобразени три Лъва по подобие на датския държавен герб.
Естонското въстание от 1343 довежда тези територии под господството на Тевтонския орден, който ги продава обратно на Дания през 1346 година. Титлата „херцог на Естония“ е притежание на датските крале, но излиза от употреба в ерата на Тевтонския орден и не е бил възобновена до 1456. По-късно е взета от шведската монархия след завладяването на Естония по време на Ливонската война. След победата на руския цар във Великата Северна война титлата на руските царе до Романови е била свалена през 1917 г. по време на руската революция. Херцогство се управлява от вицекрал (на латински: capitaneus) в качеството му на упълномощен представител на краля. Този наместник притежава административни правомощия да събира данъци и да командва васали и войски в случай на война.
През 1559 г. по време на Ливонскaта война епископът на Есел-Вик в Тера Мариана продава земята си на крал Фридрих II Датски за 30 000 талера. Датският крал отстъпва територия като апанажно владение на своя по-малък брат Магнус през 1560 година. Сааремаа остава датско владение докато не е прехвърлена на Швеция през 1645 година.